# Migraine hémiplégique familiale
La migraine hémiplégique familiale est une forme rare de migraine avec aura. Dans ce type de migraine, les manifestations neurologiques sont celles d'une atteinte du cortex ou du tronc cérébral et comprennent des troubles de la vision, des déficits sensoriels (paresthésie de la face ou des extrémités) et des troubles de la parole. Mais la migraine hémiplégique familiale se caractérise, en plus de ces symptômes, par des signes d'atteintes motrices comme une hémiparésie.
L'hémiparésie doit apparaître avec au moins un des signes de migraine avec aura. Le déficit neurologique peut durer beaucoup plus longtemps que les signes de la migraine (des heures ou des jours). Une persistance du déficit avec trouble de la mémoire est possible pendant des mois bien qu'un infarctus cérébral surviennent rarement.
La migraine hémiplégique familiale est souvent de début beaucoup plus précoce qu'une migraine typique. La fréquence des crises diminue avec l'âge. La moitié des familles atteintes par cette pathologie ont des signes discrets de déficit cérébelleux. Les séquelles sont rares dans cette pathologie bien que quelques individus verront apparaître un syndrome cérébelleux.
On distingue au moins trois types de migraine hémiplégique familiale : 
- le type 1 (50 % des cas) lié à une mutation du gène CACNA1A codant la sous-unité α du canal calcique dépendant du voltage P/Q ; cette forme est associée à une dégénérescence cérébelleuse ;
- le type 2 (moins de 25 % des cas) lié à une mutation du gène ATP1A2 locus 1q25-q31 codant la protéine Na+/K+ATPase transporteur ionique qui utilise l’ATP comme énergie pour extraire l'ion Na+ et permettre l'entrée de l'ion K+ dans les cellules à travers la membrane ;
- le type 3 lié à une mutation du gène SCN1A locus 6p12.2-p21.1 codant la sous-unité α du canal sodique.

Ces trois sous-types ne représentent pas tous les cas de FHM, suggérant l'existence d'au moins un autre locus (MHF4).
Le diagnostic repose sur l'association de migraine avec aura, de déficits neurologiques et d'histoire familiale de parent atteint au premier degré.